# Sommerinterview

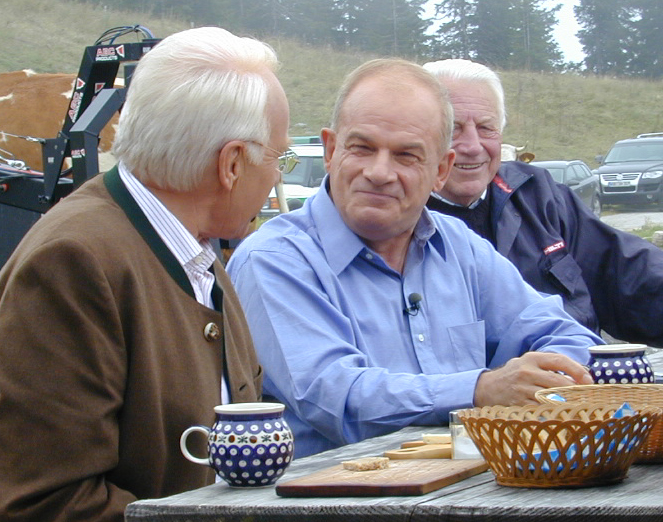
ZDF-Sommerinterview 2007 mit Peter Hahne und Edmund Stoiber (CSU)

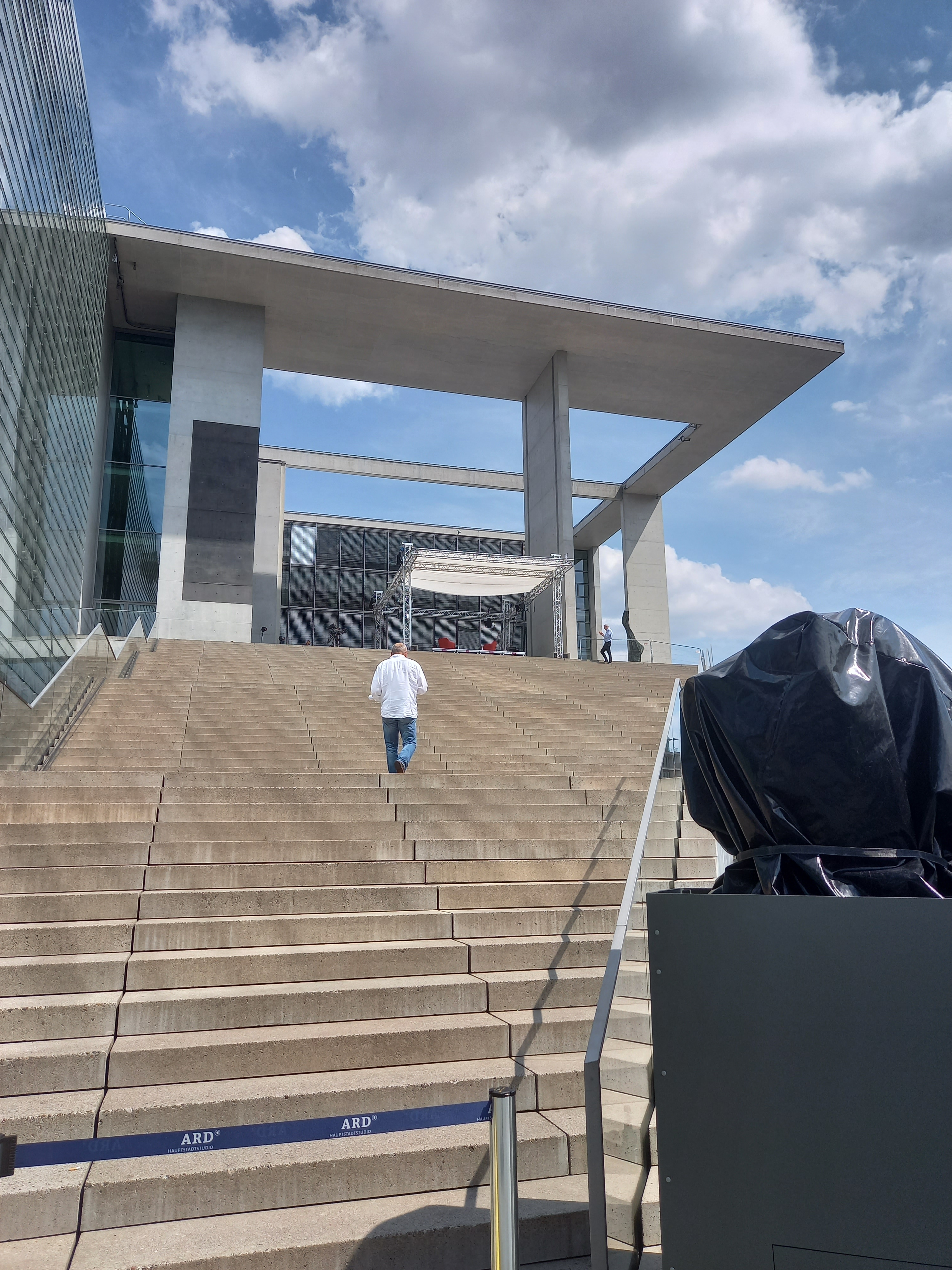
Set der ARD-Sommerinterviews am Marie-Elisabeth-Lüders-Haus 2021

Das Sommerinterview geht auf eine Sendereihe des ZDF in der Sendung Bonn direkt in den 1980er Jahren zurück. Während der Sommerferien wurden darin die Spitzenpolitiker der im Deutschen Bundestag vertretenen Parteien zu den wichtigsten Fragen der aktuellen Politik befragt. Das Format wird  auch in der Nachfolge-Sendung Berlin direkt fortgeführt. Bisweilen wird auch der jeweils amtierende Bundespräsident befragt. Weitere Fernseh- und Hörfunksender haben das Format seitdem übernommen.

## Geschichte
Nachdem es bereits erste Fernsehinterviews mit bekannten Politikern während der Ferienzeit gegeben hatte, wurden die ersten regelmäßigen Gespräche dieser Art mit Helmut Kohl an seinem traditionellen Urlaubsort Sankt Gilgen am Wolfgangsee geführt, zuerst im Jahr 1988. Während sich Gerhard Schröder mit seinen Interviewpartnern an seinem Wohnort Hannover traf, führte seine Nachfolgerin Angela Merkel die Gespräche meist am Regierungssitz Berlin. Der Grünen-Politiker Joschka Fischer wurde in der italienischen Toskana besucht – als Angehöriger der damals so genannten Toskana-Fraktion.

## Konzept
Die meist längeren Interviews werden von den Journalisten des ZDF-Hauptstadtstudios moderiert, die auch sonst durch die Sendung führen. Typisch ist, dass die Gespräche im Wahlkreis oder am Urlaubsort der Politiker sowie im Freien geführt werden und dass die Beteiligten dabei regelmäßig in legerer Sommerkleidung auftreten. Letzteres hat sich erst in neuerer Zeit geändert, indem die Politiker und die Journalisten wieder zunehmend formeller gekleidet zum Gespräch erscheinen.

## Weitere Verbreitung
Zwischenzeitlich haben weitere Fernseh- und Hörfunkprogramme „Sommerinterviews“ eingeführt. Bedeutsam ist dabei insbesondere die Gesprächsreihe, die im Rahmen der ARD-Sendung Bericht aus Berlin produziert wird. Wenn es das Wetter erlaubt, werden die Gespräche auf der Terrasse des Marie-Elisabeth-Lüders-Hauses aufgezeichnet, so dass das Reichstagsgebäude im Hintergrund zu sehen ist. Auch in den dritten Fernsehprogrammen und in den Hörfunkprogrammen der ARD werden mittlerweile Vertreter der Parteien mit Sitz im jeweiligen Landtag zu landespolitischen Themen befragt. Private Sender und Zeitungen haben sich dieser Praxis teilweise angeschlossen.
Im österreichischen Fernsehen gibt es eine vergleichbare Reihe, die Sommergespräche.

## Kritik
Angesichts der nachrichtenarmen Lage in der Urlaubszeit („Sommerloch“) treffen die Gespräche auf Interesse der übrigen Medien, wenn auch kritisiert worden ist, sie seien meist belanglos und ohne weiterreichende Bedeutung.
Im Sommer 2020 sagte der Journalist Friedrich Küppersbusch, „die Idee, den [Politiker] in einem Moment abzuholen, wo er offen ist, [sei] nicht eingeplant und [werde] bis heute nicht eingeplant“.
Im Juli 2023 kritisierte Claudia Schwartz in der Neuen Zürcher Zeitung vor allem die Gästeauswahl: „Bald vierzig Jahre nach Kohls televisionärem Wolfgangsee-Debüt stellt sich […] die Frage, ob aufgrund des Proporzdenkens im Öffentlichrechtlichen die Zuschauer solch organisierter Langeweile auf ewig ausgeliefert sein sollen.  […] Man erhält das Prinzip von Status und Rolle aufrecht, statt Politiker einzuladen, die derzeit etwas zu sagen haben.“
Im WDR-5-Medienmagazin Töne, Texte, Bilder wurde im August 2024 kritisiert, dass nicht zu jedem Interview ein Faktencheck veröffentlicht werde. Das ZDF bestätigte, dies nur zu tun, wenn falsche Behauptungen von Politikern entdeckt worden seien. Bei der ARD entscheide jede Redaktion, ob sie Behauptungen überprüfe und nachträglich berichte.